# Jérôme Phojo
Jérôme Phojo (Poissy, 15 aprile 1993) è un ex calciatore francese, di ruolo difensore.

## Caratteristiche tecniche
È un terzino destro.

## Carriera

### Club
Cresciuto nel settore giovanile del Monaco, debutta in prima squadra il 18 maggio 2012 in occasione dell'incontro di Ligue 2 vinto 2-1 contro il Boulogne.

### Nazionale
Ha giocato nelle nazionali giovanili francesi Under-19 ed Under-20.

## Statistiche
Statistiche aggiornate al 22 novembre 2020.

### Presenze e reti nei club
| Stagione        | Squadra         | Campionato      | Campionato | Campionato | Coppe nazionali | Coppe nazionali | Coppe nazionali | Coppe continentali | Coppe continentali | Coppe continentali | Altre coppe | Altre coppe | Altre coppe | Totale | Totale | Totale |
| Stagione        | Squadra         | Comp            | Pres       | Reti       | Comp            | Pres            | Reti            | Comp               | Pres               | Reti               | Comp        | Pres        | Reti        | Pres   | Reti   |        |
| --------------- | --------------- | --------------- | ---------- | ---------- | --------------- | --------------- | --------------- | ------------------ | ------------------ | ------------------ | ----------- | ----------- | ----------- | ------ | ------ | ------ |
| 2010-2011       | Monaco 2        | CFA             | 11         | 0          |                 | -               | -               |                    | -                  | -                  |             | -           | -           | 11     | 0      |        |
| 2011-2012       | Monaco 2        | CFA             | 24         | 0          |                 | -               | -               |                    | -                  | -                  |             | -           | -           | 24     | 0      |        |
| 2012-2013       | Monaco 2        | CFA             | 30         | 2          |                 | -               | -               |                    | -                  | -                  |             | -           | -           | 30     | 2      |        |
| 2011-2012       | Monaco          | L2              | 1          | 0          | CF+CdL          | 0               | 0               |                    | -                  | -                  |             | -           | -           | 1      | 0      |        |
| 2012-2013       | Monaco          | L2              | 0          | 0          | CF+CdL          | 0+2             | 0               |                    | -                  | -                  |             | -           | -           | 2      | 0      |        |
| 2013-2014       | CA Bastia       | L2              | 12         | 0          | CF+CdL          | 3+1             | 0               |                    | -                  | -                  |             | -           | -           | 16     | 0      |        |
| 2014-2015       | Arles-Avignon 2 | CFA2            | 2          | 0          |                 | -               | -               |                    | -                  | -                  |             | -           | -           | 2      | 0      |        |
| 2014-2015       | Arles           | L2              | 27         | 0          | CF+CdL          | 2+1             | 0               |                    | -                  | -                  |             | -           | -           | 30     | 0      |        |
| 2016-2017       | Les Herbiers    | N               | 32         | 1          | CF              | 3               | 0               |                    | -                  | -                  |             | -           | -           | 35     | 1      |        |
| 2018-2019       | Clermont Foot 2 | N3              | 1          | 0          |                 | -               | -               |                    | -                  | -                  |             | -           | -           | 1      | 0      |        |
| 2017-2018       | Clermont Foot   | L2              | 28         | 0          | CF+CdL          | 0+3             | 0               |                    | -                  | -                  |             | -           | -           | 31     | 0      |        |
| 2018-2019       | Clermont Foot   | L2              | 26         | 0          | CF+CdL          | 2+0             | 0               |                    | -                  | -                  |             | -           | -           | 28     | 0      |        |
| 2019-2020       | Clermont Foot   | L2              | 7          | 0          | CF+CdL          | 0+1             | 0               |                    | -                  | -                  |             | -           | -           | 8      | 0      |        |
| 2020-2021       | Clermont Foot   | L2              | 0          | 0          | CF              | 0               | 0               |                    | -                  | -                  |             | -           | -           | 0      | 0      |        |
| Totale carriera | Totale carriera | Totale carriera | 201        | 3          |                 | 18              | 0               |                    | -                  | -                  |             | -           | -           | 219    | 3      |        |